# オオサボテンフィンチ

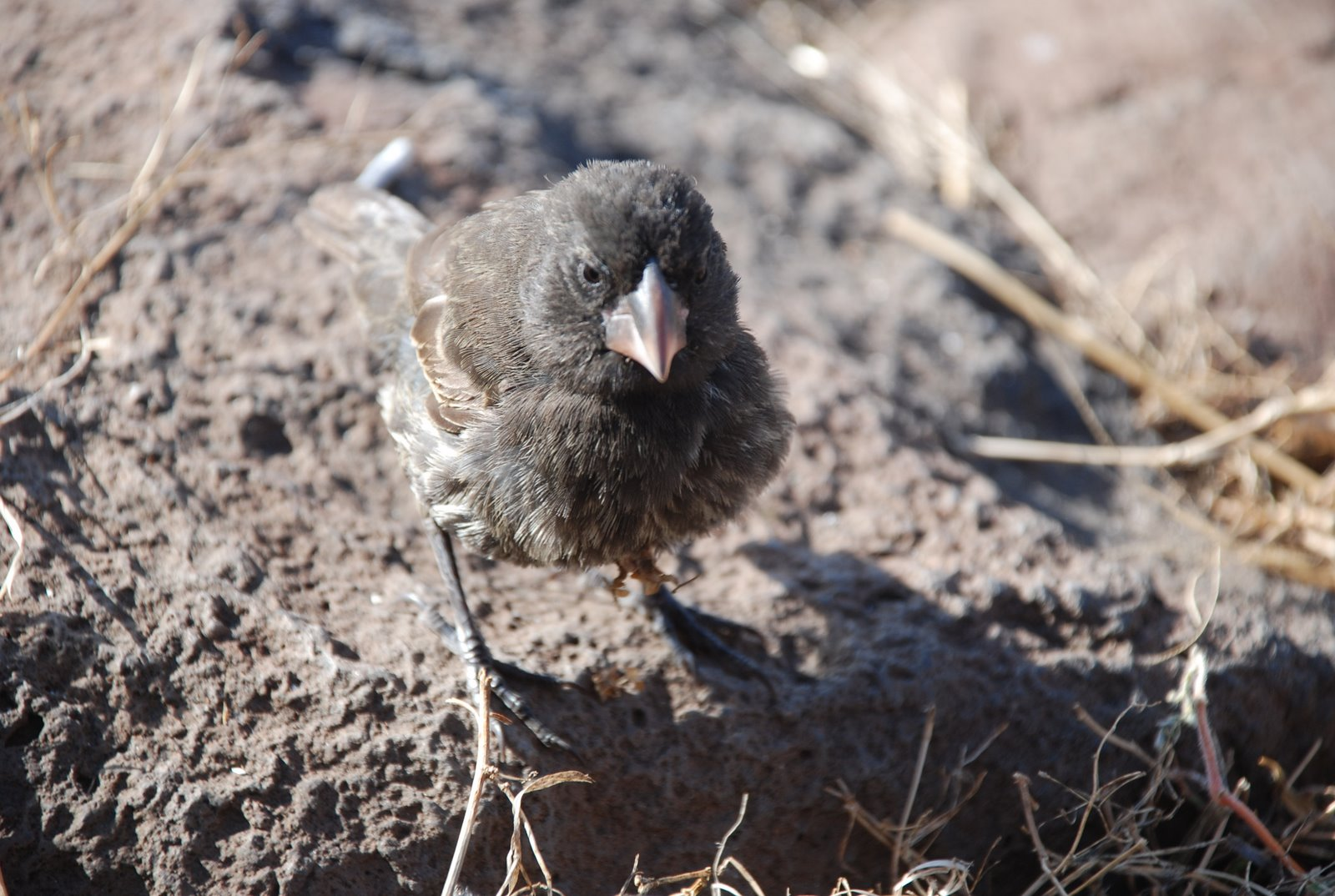
G. c. conirostris （エスパニョラ島）

オオサボテンフィンチ (Geospiza conirostris) は、フウキンチョウ科の鳥類の1種であり、ダーウィンフィンチ類に分類される。

## 分布
エクアドルのガラパゴス諸島における固有種であり、エスパニョラ島、ダーウィン島、ウォルフ島、ヘノベサ島に限られる。やや暗色の鳥であるオオサボテンフィンチは、より小さくて細いくちばしのサボテンフィンチに似るが、いずれの島にも両種が共に生息することはない。

## 形態
全長15cm、体重28g。成鳥の雄は全身黒色で、下尾筒に白斑がある。雌および若鳥は暗褐色または暗灰色で、下面には淡白色の縞があるが、他のガラパゴスフィンチ属 Geospiza のどの鳥よりも暗色である。

## 生態
生息地は乾燥低木地であり、地上で普通に見られる。主な餌はオプンティア属のサボテンである。 

## 亜種
3亜種に分けられる。

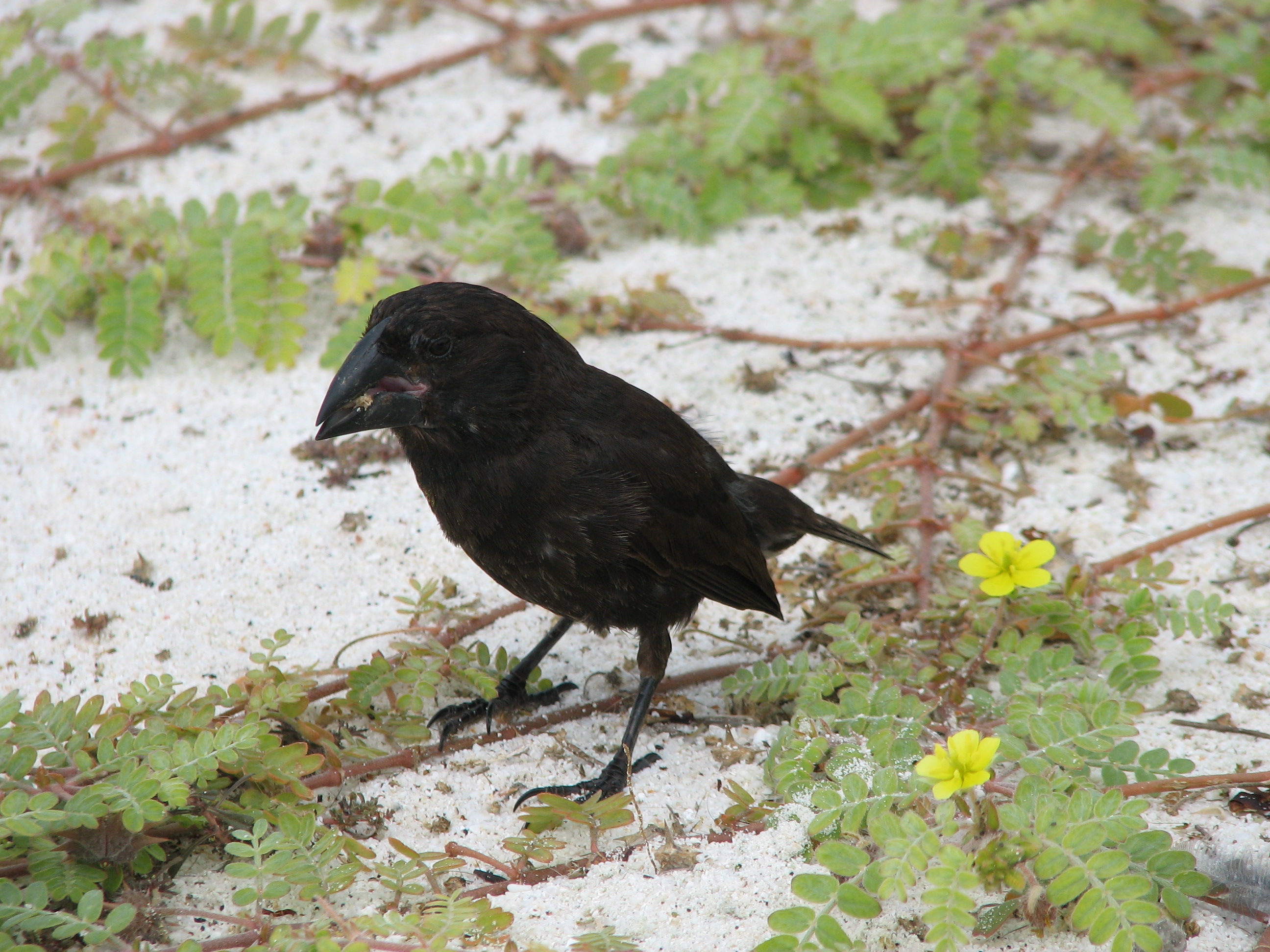
エスパニョラ島の雄

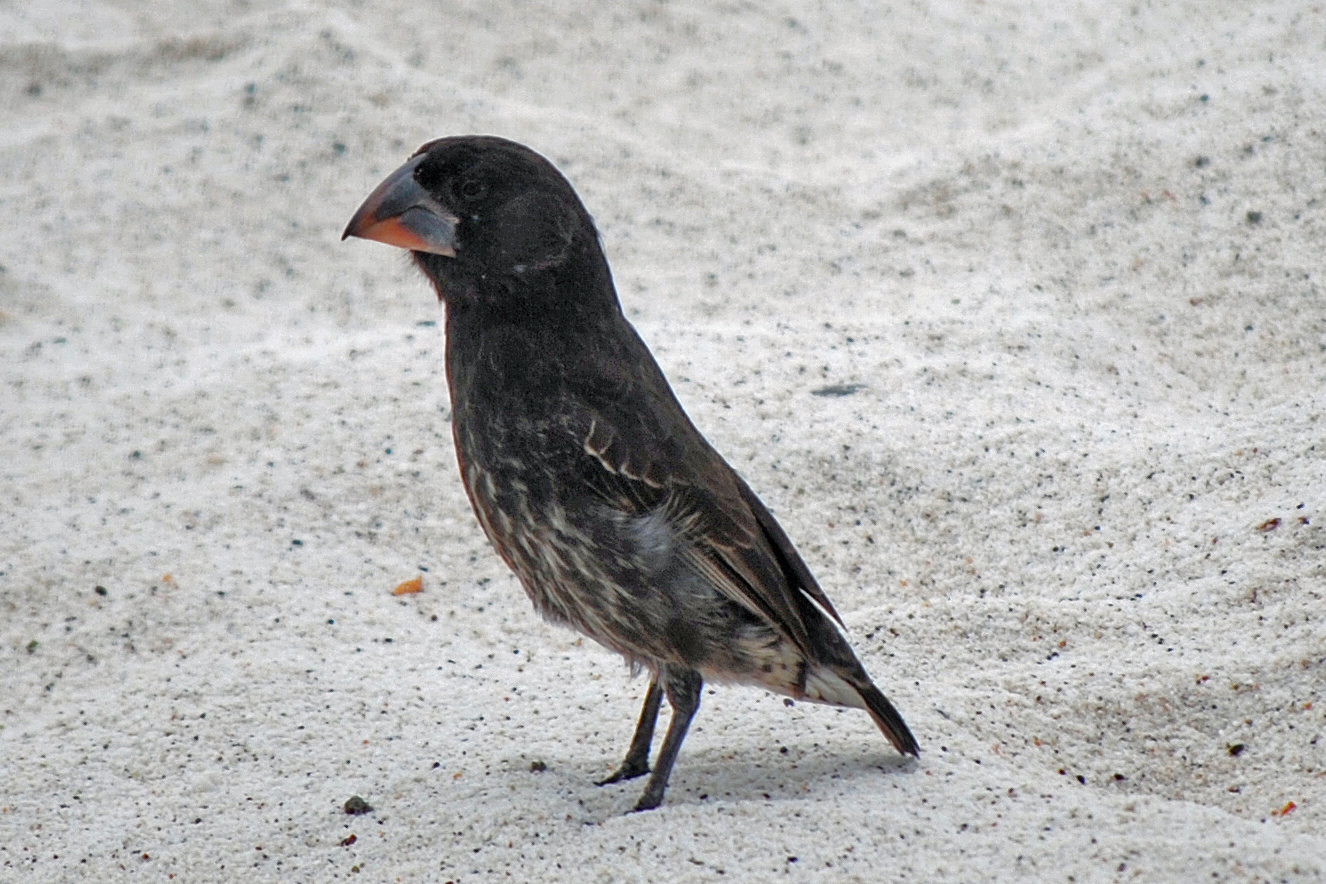
エスパニョラ島の雌

- G. c. conirostris - エスパニョラ島。[3]
- G. c. darwinii - ダーウィン島、ウォルフ島。[3]
- G. c. propinqua - ヘノベサ島。[3]

オオサボテンフィンチの亜種間には顕著な違いがある。エスパニョラ島の G. c. conirostris は、残る3つの島の G. c. darwinii や G. c. propinqua よりかなり大きなくちばしを持つ。